# Batería de flujo

Esquema de funcionamiento de una batería de flujo de vanadio

Una batería de flujo es un tipo de batería recargable donde la recarga es proporcionada por dos componentes químicos disueltos en líquidos contenidos dentro del sistema y separados por una membrana. 
El intercambio de iones (que proporciona flujo de corriente eléctrica) se produce a través de la membrana, mientras los dos líquidos circulen en su propio espacio respectivo. El voltaje de la celda (pila/batería) se determina químicamente por la ecuación de Nernst y rangos, en aplicaciones prácticas, desde 1.0 a 2.2 voltios.
Una batería de flujo es técnicamente similar tanto a una pila de combustible, como a una celda electroquímica (reversibilidad electroquímica). Aunque tiene ventajas técnicas, tales como depósitos de líquidos separables potencialmente y casi longevidad ilimitada sobre la mayoría de las pilas recargables convencionales, las implementaciones actuales son relativamente menos poderosas y requieren una electrónica más sofisticada.
El diseño de las baterías de flujo se encuentra sujeto a los principios de la ingeniería electroquímica.

## Químicas
| Pareja                        | Max. voltaje de la célula (V) | Promedio de densidad de potencia del electrodo (W/m²) | Promedio de energía específica del fluido (W·h/kg) |
| ----------------------------- | ----------------------------- | ----------------------------------------------------- | -------------------------------------------------- |
| Bromo-hidrógeno               |                               | 7 950                                                 |                                                    |
| Hierro-titanio                | 0.62                          | <200                                                  |                                                    |
| Hierro-titanio                | 0.43                          | <200                                                  |                                                    |
| Hierro-cromo                  | 1.07                          | <200                                                  |                                                    |
| Vanadio-vanadio (sulfato)     | 1.4                           | ~800                                                  | 25                                                 |
| Vanadio-vanadio (bromuro)     |                               |                                                       | 50                                                 |
| Polisulfuro de sodio / bromo  | 1.54                          | ~800                                                  |                                                    |
| Zinc-bromo                    | 1.85                          | ~1 000                                                | 75                                                 |
| Plomo-ácido (metanosulfonato) | 1.82                          | ~1 000                                                |                                                    |
| Zinc-cerio (metanosulfonato)  | 2.43                          | <1 200–2 500                                          |                                                    |

## Aplicaciones
- Regulación de frecuencia de la red eléctrica.
- Almacenamiento de energía de fuentes renovables, tales como energía solar y energía eólica.
- Vehículos eléctricos -. En principio, las baterías de flujo pueden ser rápidamente "recargadas", sustituyendo el electrolito.[2]